# Reparacje od Niemiec po II wojnie światowej
Reparacje od Niemiec po II wojnie światowej – po II wojnie światowej, Republika Federalna Niemiec i Niemiecka Republika Demokratyczna były zobowiązane świadczyć reparacje wojenne na rzecz państw alianckich.

Podział Niemiec na Konferencji w Poczdamie

## Ramy prawne
Podstawy powojennej polityki mocarstw m.in. dotyczące procesu dochodzenia przez poszczególne państwa roszczeń odszkodowawczych od Niemiec za straty materialne i osobowe wywołane II wojną światową były wypracowane w latach 1945–1953 podczas następujących spotkań:
- Konferencja jałtańska (Jałta, 4-11.02.1945) – m.in. w jej wyniku obciążono Niemcy reparacjami wojennymi.

- Konferencja poczdamska (Poczdam, 17.07-2.08.1945) – ustalono losy Niemiec, tryb likwidacji skutków II wojny światowej, opracowanie traktatów pokojowych i zasad organizacji powojennego świata. Główne postanowienia zawarto w tzw. deklaracji poczdamskiej, a w niej m.in. odszkodowania dla państw poszkodowanych, wypłacane przez Niemcy.

- Konferencja paryska – przyjęto umowę paryską, znaną także jako układ paryski (Paryż, 14.01.1946). Została ona zawarta przez USA, Wielka Brytanię i Francję z 15 państwami sprzymierzonymi. W dokumencie określono procentowy udział państw w reparacjach zachodnich, w tym określono zasady zaliczenia na ich poczet już przejętego majątku.

- Konferencja bońska – przyjęto konwencję bońską, znaną także jako traktat boński (Bonn, 26.05.1952), która stanowiła odpowiednie uszczegółowienie postanowień umowy paryskiej. Stronami były trzy mocarstwa zachodnie oraz Republika Federalna Niemiec. Dokument odróżniał pojęcie reparacji od zagadnień indemnizacji (odszkodowań).

- Konferencja londyńska – przyjęto umowę londyńską, znaną także jako układ londyński (Londyn, 25.02.1953). Dotyczył on kwestii spłaty niemieckich długów zagranicznych, które pochodziły z okresu sprzed 8 maja 1945 r. Stronami umowy była NRF oraz 33 państwa alianckie.

## Odbiorcy

### Grecja
W wyniku nazistowskiej okupacji niemieckiej znaczna część Grecji doznała ogromnych zniszczeń w przemyśle (80% przemysłu zostało zniszczone), infrastrukturze (28% zniszczeń), portach, drogach, liniach kolejowych i mostach (90%), lasach i innych zasobach naturalnych (25%) i utratą życia (7,02–11,17% jej obywateli). Nazistowski reżim okupacyjny zmusił Grecję do ponoszenia kosztów okupacji kraju oraz zapewnienia niezbędnych surowców i żywności dla sił okupacyjnych, doprowadzając do klęski głodu. Ponadto w 1942 r. grecki bank centralny został zmuszony przez okupujący reżim nazistowski do pożyczenia 476 milionów marek z odsetkami 0% do nazistowskich Niemiec.
Po wojnie, w 1960 roku, Grecja przyjęła 115 milionów marek z Republiki Federalnej Niemiec jako rekompensatę za zbrodnie nazistowskie. Niemniej jednak, dawne greckie rządy podkreśliły, że jest to jedynie zaliczka, a nie pełne odszkodowanie. W 1990 roku, tuż przed zjednoczeniem Niemiec, Niemcy Zachodnie i NRD podpisały traktat dwa plus cztery z byłymi państwami alianckimi: Stanami Zjednoczonymi, Wielką Brytanią, Francją i Związkiem Radzieckim, ale nie z Grecją. Od tego czasu Niemcy jednostronnie nalegają, aby wszystkie sprawy dotyczące II wojny światowej, w tym dalsze reparacje wobec Grecji, zostały zamknięte. W dniu 8 lutego 2015 r. grecki premier Aleksis Tsipras zażądał od Niemiec całkowitej reparacji wobec Grecji. W dniu 6 kwietnia 2015 r. Grecja wyceniła odszkodowania za wojnę na równowartość 279 miliardów euro. Niemcy odpowiedziały, że kwestia reparacji została rozwiązana w 1990 r.

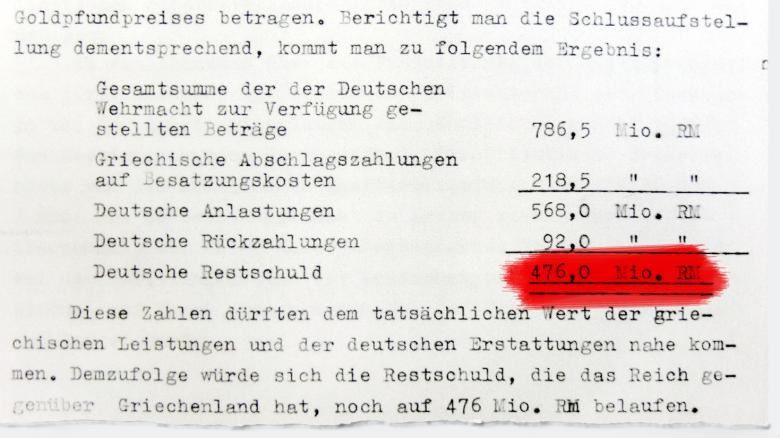
Fragment Aktu R 27320, strona 114 (archiwum polityczne niemieckiego federalnego ministerstwa spraw zagranicznych)

### Izrael i Żydzi
Niemcy Zachodnie wypłaciły odszkodowania na rzecz Izraela i Światowego Kongresu Żydów za skonfiskowane dobra żydowskie na podstawie ustaw norymberskich, pracę przymusową i prześladowania. Jednakże nie wypłacono odszkodowań za zabitych Żydów podczas Holokaustu.

### Polska
W wyniku agresji Niemiec podczas II Wojny Światowej zniszczeniu uległo 62% polskiego przemysłu, 85% infrastruktury, a życie straciło około 16,7% mieszkańców II Rzeczypospolitej. Straty materialne wyrządzone przez Niemcy oszacowano na około 1,5 biliona euro według wartości z 2006 r.
Po zakończeniu wojny, zgodnie z postanowieniami Konferencji Poczdamskiej z 1945 r. Polska została zaliczona do wschodniej strefy reparacyjnej. Reparacje z tej strefy zostały przyznane bezpośrednio ZSRR, który zobowiązał się zaspokoić roszczenia reparacyjne Polski. W konsekwencji, 16 sierpnia 1945 r. Polska podpisała z ZSRR umowę w sprawie wynagrodzenia szkód wyrządzonych przez okupację niemiecką, regulującą rozmiary i tryb świadczeń dla Polski. W umowie tej określono też tryb i zakres zaspokojenia roszczeń Polski z tytułu reparacji z radzieckiej strefy okupacyjnej Niemiec oraz udziału ZSRR w reparacjach z zachodnich stref okupacyjnych. Na tej podstawie Rząd Radziecki zrzekł się na rzecz Polski wszelkich roszczeń do mienia niemieckiego i innych niemieckich aktywów na całym terytorium Polski. Ponadto na mocy Umowy Poczdamskiej, w ramach odszkodowań wojennych Polska uzyskała byłe niemieckie obszary wschodnie. Polska nie była stroną innych umów regulujących wynikające z wojny kwestie majątkowe (m.in. układu o odszkodowaniach układu londyńskiego z 27 lutego 1953 r.) zawartych pomiędzy Niemcami a państwami zachodnimi.
22 sierpnia 1953 r. ZSRR zawarł z NRD umowę dotyczącą zamknięcia kwestii reparacyjnych ze strony Niemiec, tj. protokół w sprawie zaprzestania pobierania reparacji niemieckich i w sprawie innych środków złagodzenia zobowiązań finansowo-gospodarczych NRD związanych z następstwami wojny. W protokole tym stwierdzono, że Niemcy wykonały już znaczną część swoich zobowiązań finansowo-gospodarczych wynikających z wojny i wskutek tego uznano za konieczne złagodzenie ich zobowiązań ekonomicznych.
23 sierpnia 1953 r. rząd Polskiej Rzeczypospolitej Ludowej pod naciskiem Związku Radzieckiego ogłosił, że zrzeka się prawa do reparacji wojennych od Niemiec z dniem 1 stycznia 1954 r. Niemcy Wschodnie musiały z kolei zaakceptować granicę na Odrze i Nysie Łużyckiej, co powodowało przekazanie około 1/4 Niemiec w granicach z 1937 r. (patrz byłe wschodnie tereny Niemiec) Polsce i ZSRR. Niemcy Zachodnie nie wypłacały zadośćuczynienia nie-Żydom za szkody wyrządzone w Polsce. Umowa Gierek-Schmidt podpisana w 1975 r. w Warszawie przewidywała, że zostanie wypłacone 1,3 mld DM Polakom, którzy podczas okupacji niemieckiej wpłacali do niemieckiego systemu ubezpieczeń społecznych bez pobierania emerytury.
Po zjednoczeniu Niemiec w 1990 r. Polska ponownie zażądała reparacji, w związku z roszczeniami zgłoszonymi przez niemieckie organizacje wypędzonych żądającymi odszkodowań za mienie i grunty przejęte przez państwo polskie. W 1992 r. została założona przez rządy Polski i Niemiec Fundacja „Polsko-Niemieckie Pojednanie”, w wyniku czego Niemcy zapłacili polskim osobom ok. 4,7 mld zł. Wśród polskich ekspertów prawa międzynarodowego trwa debata, czy Polska ma prawo żądać odszkodowań wojennych, a niektórzy twierdzą, że deklaracja z 1953 r. nie była legalna. Kanclerz Niemiec Scholz w 2024 stwierdził, że w sensie formalnym i prawnym reparacje z punktu widzenia Niemiec są zamknięte.

### Jugosławia
Socjalistyczna Federacyjna Republika Jugosławii otrzymała 36 mln USD w postaci sprzętu przemysłowego ze zdemontowanych niemieckich fabryk. Niemcy Zachodnie zapłaciły również 8 milionów niemieckich marek reparacji za wymuszone ludzkie eksperymenty na obywatelach Jugosławii.

## Inne formy płatności
Zgodnie z konferencją w Jałcie, żadne odszkodowania dla państw alianckich nie będą wypłacane w pieniądzach. Zamiast tego znaczna część wartości reparacji składała się z niemieckich aktywów przemysłowych, a także z pracy przymusowej w ZSRR.

### Aneksja terytoriów
Polska i Związek Radziecki anektowały niemieckie terytoria na wschód od Odry i Nysy Łużyckiej. Tereny te zostały włączone odpowiednio do Polski i Związku Radzieckiego oraz zasiedlone obywatelami tych państw. W przypadku Polski większość osadników to ludzie wysiedleni z ziem wschodnich Polski, zaanektowanych przez Związek Sowiecki.
Francja kontrolowała Protektorat Saary w latach 1947–1956, zamierzając wykorzystać swoje złoża węgla i ewentualnie trwale przyłączyć region do Francji. Te same kopalnie znajdowały się pod kontrolą Francji od końca I wojny światowej do 1935 r. Po ogłoszeniu plebiscytu Francja musiała zrzec się kontroli nad regionem Saary 1 stycznia 1957 r., jednak nadal wydobywała węgiel z okolicznych kopalni do 1981 r.
Holandia anektowała w 1949 r. około 69 km² terytorium Niemiec, z których prawie wszystkie zostały zwrócone rządowi RFN w 1957 r. zgodnie z traktatem holendersko-niemieckim zawartym w Hadze w dniu 8 kwietnia 1960 r. Niemcy zachodnie zgodziły się wypłacić Holandii kwotę 280 milionów niemieckich marek w rekompensacie za zwrot.

### Demontaż infrastruktury
Na początku okupacji alianci zaczęli demontować resztki niemieckiego przemysłu. Alianci zachodni porzucili ten plan na korzyść Planu Marshalla.

### Dobra naukowe
Alianci skonfiskowali znaczące wartości niemieckich patentów i praw autorskich.